# 5 ربيع الآخر
- السبت
- الأحد
- الاثنين
- الثلاثاء
- الأربعاء
- الخميس
- الجمعة

- 2528 سبتمبر 2024
- 2629 سبتمبر 2024
- 2730 سبتمبر 2024
- 281 أكتوبر 2024
- 292 أكتوبر 2024
- 303 أكتوبر 2024
- 14 أكتوبر 2024
- 25 أكتوبر 2024
- 36 أكتوبر 2024
- 47 أكتوبر 2024
- 58 أكتوبر 2024
- 69 أكتوبر 2024
- 710 أكتوبر 2024
- 811 أكتوبر 2024
- 912 أكتوبر 2024
- 1013 أكتوبر 2024
- 1114 أكتوبر 2024
- 1215 أكتوبر 2024
- 1316 أكتوبر 2024
- 1417 أكتوبر 2024
- 1518 أكتوبر 2024
- 1619 أكتوبر 2024
- 1720 أكتوبر 2024
- 1821 أكتوبر 2024
- 1922 أكتوبر 2024
- 2023 أكتوبر 2024
- 2124 أكتوبر 2024
- 2225 أكتوبر 2024
- 2326 أكتوبر 2024
- 2427 أكتوبر 2024
- 2528 أكتوبر 2024
- 2629 أكتوبر 2024
- 2730 أكتوبر 2024
- 2831 أكتوبر 2024
- 291 نوفمبر 2024
- 302 نوفمبر 2024
- 13 نوفمبر 2024
- 24 نوفمبر 2024
- 35 نوفمبر 2024
- 46 نوفمبر 2024
- 57 نوفمبر 2024
- 68 نوفمبر 2024

5 ربيع الآخر أو 5 ربيع الثاني أو يوم 5 \ 4 (اليوم الخامس من الشهر الرابع) هو اليوم الرابع والتسعين من أيَّام السنة (أو الخامس والتسعين لو كان شهر صفر مُتممًا لليوم الثلاثين) وفق التقويم الهجري القمري (العربي). يبقى بعده 260 أو 261 يومًا لانتهاء السنة.

## أحداث
- 365هـ - نزار بن معد بن إسماعيل العزيز بالله يتولّى خلافة الدولة الفاطمية بعد وفاة أبيه الخليفة المعز لدين الله.
- 1333هـ - بدأ معركة جاليبولي أثناء الحرب العالمية الأولى.
- 1361 هـ - عقد معاهدة صداقة وتجارة بين الكويت والسعودية، والتي تم التوقيع عليها لاحقاً في سنة 1362 هـ.
- 1364هـ - ناظم القدسي يقدم أوراق اعتماده للرئيس فرانكلين روزفلت كأول سفير سوري في الولايات المتحدة.
- 1367هـ - العصابات الصهيونية ترتكب مجزرة قرية سعسع الواقعة في الجليل بفلسطين، حيث هاجمت القرية منتصف الليل، وقامت العصابات بنسف 20 منزلاً على المواطنين ما أدى إلى مقتل أكثر من 100 منهم.
- 1384هـ - مجلس الوحدة الاقتصادية العربية التابع لجامعة الدول العربية يوافق على اتفاقية السوق العربية المشتركة.
- 1395هـ - الرئيس المصري محمد أنور السادات يعين محمد حسني مبارك نائبًا للرئيس.
- 1398هـ - إسرائيل تبدأ باجتياح جنوب لبنان فيما عرف باسم عملية الليطاني.
- 1399هـ - اجتماع طارئ لمجلس جامعة الدول العربية في الكويت لبحث عدوان اليمن الجنوبي على اليمن الشمالي.
- 1426هـ - افتتاح أكبر مسجد في الولايات المتحدة الأمريكية بديربورن بولاية ميشيغان، بلغت تكلفة إنشائه 14 مليون دولار، ويتسع لأكثر من 700 رجل، إضافة إلى مصلى بالدور العلوي يكفي 300 امرأة، ويضم قاعة اجتماعات تحوي 700 مقعد، ومكتبة مؤلفة من طابقين ومدرسة.
- 1430هـ -
  - ألبانيا وكرواتيا تنضمان إلى حلف شمال الأطلسي (الناتو).
  - بدأ انسحاب القوات البريطانية رسميًا من العراق بعد ست سنوات من تواجدها في جنوب العراق.
  - الحكومة الإسرائيلية برئاسة بنيامين نتنياهو تحوز على ثقة الكنيست.
- 1437هـ -
  - دُخول الاتفاق النووي المُوقَّع بين طهران والدُول الكُبرى حيِّز التنفيذ ليبدأ بالتبعية رفع العقوبات الاقتصادية عن إيران.
  - مقتل 23 شخصا على الأقل في هجوم مسلحين ينتمون إلى تنظيم القاعدة في بلاد المغرب الإسلامي على فندق في بوركينا فاسو.
- 1440هـ - مقتل 9 أشخاص وإصابة 84 آخرين بِجُرُوح بعد اصطدام قطار رُكَّاب فائق السُرعة بِآخر على مقرُبةٍ من يني محلَّة بِمُحافظة أنقرة التُركيَّة.

## مواليد
- 1328هـ - أمينة رزق، ممثلة مصرية.
- 1334هـ - علي المرهون، فقيه وكاتب وشاعر سعودي.
- 1336هـ - نعمان عاشور، مسرحي وأديب مصري.
- 1366هـ - فردوس عبد الحميد، ممثلة مصرية.
- 1373هـ - رندة الشهال، مخرجة لبنانية.
- 1407هـ - ريم ارحمة، ممثلة بحرينية.
- 1411هـ - محمد جحفلي، لاعب كرة قدم سعودي.

## وفيات
- 1367هـ -
  - أحمد محمد حمادي، عالم مسلم ومتصوف وشاعر ليبي.
  - حسين محمد الشبيبي، سياسي وكاتب وشاعر عراقي.
- 1374هـ - محيي الدين القليبي، مجاهد تونسي ومن أعلام الحركة الوطنية والصحفية في تونس.
- 1402هـ - رأفت الهجان، جاسوس مصري في إسرائيل.
- 1409هـ - شرف بن عبد الله الموسوي، فقيه جعفري وشاعر سعودي.
- 1416هـ - نزار الحلبي، رجل دين لبناني.
- 1430هـ - سلطان الشاعر، ممثل وشاعر إماراتي.
- 1433هـ - ثروت عكاشة، كاتب وسياسي وعسكري مصري.
- 1439هـ - حسين شاه حسيني، سياسي إيراني.

- 1441هـ- متعب بن عبد العزيز آل سعود، أمير سعودي.
- 1389 هـ- الشيخ محمد صديق المنشاوي , قراء القرآن المصري وحافظ

## وصلات خارجية
- موقع قصة الإسلام: حدث في شهر ربيع الأوَّل.